# Lycodes polaris
Lycodes polaris är en fiskart som först beskrevs av Joseph Sabine 1824.  Lycodes polaris ingår i släktet Lycodes och familjen tånglakefiskar. Inga underarter finns listade i Catalogue of Life.